# Região da Capital Winnipeg
A Região da Capital Winnipeg (em inglês:  Winnipeg Capital Region) é uma região metropolitana localizada no vale do Rio Vermelho do Norte na porção centro-sul da província de Manitoba, Canadá. Contém a capital Winnipeg e seus municípios rurais, cidades e vilas. Foi criada para coordenar a política e o uso da terra e desenvolvimento econômico entre a cidade de Winnipeg e os municípios vizinhos. Esta é a área mais densamente povoada e economicamente importante de Manitoba.
A população da Região da Capital Winnipeg está muito concentrada na cidade de Winnipeg, que tem 86,5% da população da região vivendo em menos de 6% de sua área terrestre. No nível provincial, a cidade tem 54,9% da população da província, enquanto a participação econômica da região é de 63,5%.